# Jacques Godechot
Jacques Godechot (Lunéville, Lorena, 1907 - Saint-Lary-Soulan, 1989) foi um historiador francês.

## Biografia
Nasceu na região da Lorena, então ocupada pelo Império Alemão, no seio de uma família de comerciantes. Desde cedo interessou-se pela Revolução Francesa, cujas recordações permaneciam vivas em sua família, e pelas ideias filosóficas de Baruch Spinoza, vindo a optar finalmente pela História. Iniciou os seus estudos em Nancy, concluindo-os em Paris, onde recebeu a "agrégation d’histoire" em 1928.
Naquela capital recebeu as influências do ensino de Albert Mathiez, sob cuja direção iniciou a sua tese de doutoramento sobre "Les Commissaires aux armées sous le Directoire". Com o falecimento de Mathiez em 1932, prosseguiu o trabalho na sua tese com Georges Lefebvre, apresentando-a em 1937.
Em Estrasburgo encontrou-se com Lucien Febvre e Marc Bloch. Embora não tendo integrado formalmente a chamada "Escola dos Annales", não deixou de receber as influências dos fundadores da revista Annales d'histoire économique et sociale.
No contexto da Segunda Guerra Mundial (1939-1945) foi afastado do ensino secundário pelo Regime de Vichy devido às suas origens judaicas, num percurso semelhante ao de Albert Soboul. Ao final do conflito, em 1945 foi nomeado professor na Faculdade de Letras de Toulouse.

## Obra
Contribuiu para engrandecer o estudo da Revolução Francesa.
Expôs uma visão de História comparada Atlântica no estudo "Le Problème de l’Atlantique au XVIIIème siècle", que apresentou ao "Congreso internacional de ciencias históricas de Roma" em março de 1955, em parceria com Palmers. Essa comunicação suscitou grandes críticas, num contexto de Guerra Fria, no qual a oposição entre os historiadores marxistas e os demais estava exacerbada. Foi acusado de estar a soldo da OTAN, quando não da própria CIA. A sua análise de uma "revolução atlântica" foi aprofundada em novos trabalhos: "La Grande Nation" (1956), "Les Révolutions" (1963), e "L’Europe et l’Amérique à l’époque napoléonienne" (1967). Este conjunto de obras valeu-lhe ser eleito para dirigir a comissão internacional de História da Revolução Francesa do "Comité internacional de ciencias históricas".
Outras obras suas de destaque são:
- "Histoire de l’Atlantique" (1947)
- "La Contre-révolution" (1961)
- "La Pensée révolutionnaire en France et en Europe" (1964)
- "La Prise de la Bastille" (1965)
- "La Vie quotidienne sous le Directoire" (1977)

O apaziguameto das suas relações com os historiadores de linha marxista, como Albert Soboul, concretizou-se em 1959 com a sua nomeação para a co-presidência da "Société des études robespierristes".
Faleceu em 1989, durante as comemorações do bicentenário da Revolução Francesa, que havia ajudado a preparar.